# JRuby
JRuby는 대부분 자바로 개발된 자바 가상 머신 기반 루비 프로그래밍 언어의 구현체이다. 3-way EPL/GPL 라이선스로 배포되는 자유 소프트웨어이다. JRuby는 자바와 밀접하게 연동되어 자바와 루비 코드 간 온전한 2방향 접근과 함께(파이썬 언어용 자이썬과 비슷) 인터프라터가 자바 애플리케이션에 임베디드될 수 있다.

## 역사
JRuby는 2001년 Jan Arne Petersen이 처음 개발하였다.

## 같이 보기
- GraalVM